# Pașenivka, Kozelșciîna
Pașenivka (în ucraineană Пашенівка) este un sat în comuna Horișkî din raionul Kozelșciîna, regiunea Poltava, Ucraina.

## Demografie
Componența lingvistică a localității Pașenivka
     Ucraineană (95,35%)
     Rusă (4,65%)
Conform recensământului din 2001, majoritatea populației localității Pașenivka era vorbitoare de ucraineană (95,35%), existând în minoritate și vorbitori de rusă (4,65%).

## Personalități născute aici
- Mihail Ostrogradski (1801 - 1862), matematician, fizician.